# Dasychira elaeochroa
Dasychira elaeochroa är en fjärilsart som beskrevs av Collenette 1931. Dasychira elaeochroa ingår i släktet Dasychira och familjen tofsspinnare. Inga underarter finns listade i Catalogue of Life.